# Julio Civilis

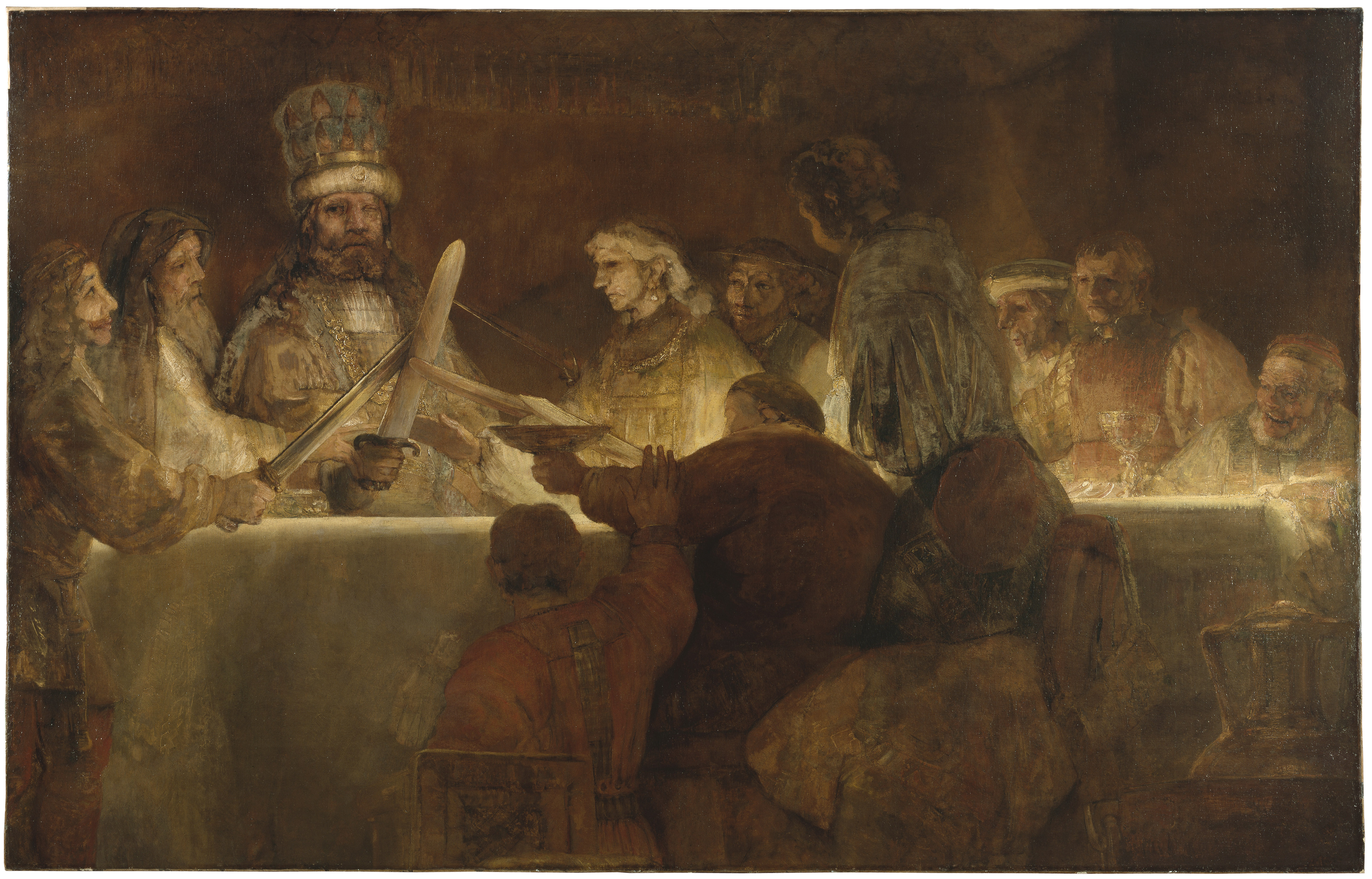
La conspiración de Julio Civilis (Rembrandt, 1661). Muestra un juramento bátavo a Julio Civilis, cabecilla de la rebelión batavia contra Roma en el año 69

Cayo o Gayo Julio Civilis (en latín, Gaius Iulius Civilis) fue el líder de los bátavos (el pueblo germánico que vivía en la zona que ocupan en la actualidad los Países Bajos) en su revuelta contra Roma del año 69 al 70. Fue encarcelado dos veces bajo el cargo de rebelión, y escapó por poco de ser ejecutado. Durante los disturbios que siguieron a la muerte de Nerón, se levantó en armas bajo el pretexto de apoyar a Vespasiano, induciendo a los habitantes de su país natal a rebelarse.
Los rebeldes expulsaron a las guarniciones romanas del Rin y capturaron veinticuatro barcos de la flota fluvial de ese río. Dos legiones al mando de Mumio Luperco fueron rodeadas y derrotadas en Castra Vetera (cerca de la actual ciudad de Xanten). A los rebeldes se unieron ocho cohortes de auxilia veteranos bátavos, así como parte de las tropas enviadas por Vespasiano para aliviar el cerco de Castra Vetera.
El resultado de estas adhesiones fue una nueva revuelta en Galia. Marco Hordeonio Flaco fue asesinado en 70 por sus propios hombres, y las fuerzas romanas al completo fueron inducidas por dos comandantes auxiliares galos, Julio Clásico y Julio Tutor, a defeccionar de Roma y unirse al ejército de Civilis. Prácticamente toda la Galia se declaró independiente, contemplándose la formación de un nuevo reino galo. La profetisa germana Veleda predijo el éxito completo de Civilis y la consecuente caída del Imperio romano. Pero nacieron disputas en el seno de las tribus que hicieron imposible cualquier tipo de colaboración futura. Vespasiano, tras triunfar en la guerra civil que siguió a la muerte de Nerón, exigió a Julio Civilis que depusiera sus armas, y ante su negativa inició una serie de medidas drásticas destinadas a acabar con la revuelta.
La llegada de Quinto Petilio Cerial con un poderoso ejército intimidó a los galos y a las tropas amotinadas, que se sometieron de nuevo a Roma. El propio Civilis fue derrotado en Augusta Treverorum (Tréveris) y Castra Vetera, y obligado a retirarse a la isla de los bátavos. Finalmente llegó a un acuerdo con Cerial, por el cual sus compatriotas recibieron ciertas ventajas sociales y retomaron las relaciones de amistad con Roma. Ninguna fuente menciona a Civilis después de esta fecha.

## Trasfondo
Los bátavos eran un pueblo de origen germánico, que habían abandonado la nación de los catos, de la que formaban parte, y colonizado la isla formada entre las bocas del Rin y del Mosa. La posición estratégica que ocupaban impulsó a los romanos a buscar su amistad y los mismos bátavos prestaron un importante servicio a Roma en las guerras de Britania y Germania durante el reinado de los anteriores emperadores. A consecuencia de esto, gozaron de ciertos beneficios sociales y fueron eximidos de la obligación de pagar tributo, pero en contraposición debieron suministrar un gran número de auxiliares al ejército, pues eran famosos por sus cualidades como nadadores. Cuando Roma abandonó el propósito de conquistar Germania, las naciones al oeste del Rin —especialmente aquellas de origen germánico— comenzaron a albergar un sentimiento de independencia. Las guerras civiles en el Imperio romano ofrecieron una oportunidad para intentarlo y tanto las opresiones de los gobernadores provinciales como la carga conscriptiva avivaron la provocación convirtiéndose en incentivos para la revuelta.

## Vida

### Primeros años
Claudio Civil y su hermano Julio Paulo provenían de la familia real bátava y habían conseguido ciertos méritos que les encumbraban en el plano personal. Por su nomen, es probable que Civil o alguno de sus ancestros varones fuese nombrado ciudadano romano (y, por tanto, su tribu era vasalla de Roma) en tiempos de Augusto o de Calígula. Bajo un falso cargo de traición, el legado de Nerón Fonteyo Capitón, ejecutó a Julio Paulo en 68 y envió a Civilis encadenado a Roma. Allí fue escuchado y absuelto por Galba. Posteriormente, fue nombrado prefecto de una cohorte de auxilia, pero cayó bajo sospecha de nuevo bajo el mando de Vitelio, quien exigía que fuese castigado.

### Apoyo a Vespasiano
Consiguió escapar del peligro, pero no olvidó la afrenta. Pensó en Aníbal y Sertorio, pues a semejanza de ellos había perdido un ojo y, poseyendo —según Tácito— un poder intelectual por encima de lo común entre los bárbaros, planeó su venganza contra Roma bajo el pretexto de apoyar la causa de Vespasiano. 
Para entender los sucesos ocurridos en este periodo en las Germanias y la Galia, es necesario recordar que las legiones de Germania consistían en las propias tropas de Vitelio, que se autoproclamó emperador, manteniendo sus pretensiones hasta el último momento. Los legados, por otra parte, se aliaron desde el inicio con Vespasiano, siendo acusados no sin razón de connivencia con los traidores en la insurrección del Rin. Civil fue urgido por una carta de Antonio Primo y una petición personal de Marco Hordeonio Flaco a evitar que las legiones germanas marcharan hacia Italia para apoyar a Vitelio bajo la apariencia de una insurrección germánica, una apariencia que Civil resolvió convertir en realidad. Sus designios se vieron favorecidos por un edicto de Vitelio, que exigía levas de los bátavos, y por la rudeza en que este edicto fue obligado a cumplirse, pues los ancianos se vieron obligados a pagar por ser eximidos de sus servicios militares, y hermosos jóvenes fueron capturados para viles propósitos. Irritados por la crueldad de estos hechos, y movidos por Civilis y sus confederados, los bátavos rehusaron formar las levas. Civilis, de acuerdo a la antigua costumbre germánica, convocó un solemne encuentro nocturno en una arboleda sagrada, atrayendo con facilidad a los jefes bátavos por un juramento a la rebelión.
Fueron enviados mensajeros para asegurarse el apoyo de los cananefates, otra tribu germánica que vivía en la misma isla, y otros para pedir la fidelidad de las ocho cohortes bátavas que habían servido en Britania, estacionadas en Mogontiacum (actual Maguncia) como parte del ejército romano del Rin. La primera de estas misiones fue completamente exitosa: los cananefates eligieron a Brinno como líder, quien, habiéndose asegurado el apoyo de los frisones —una nación más allá del Rin— atacó los cuarteles de invierno romanos, obligándoles a retirarse. Ante esto, Civilis, aún disimulando, acusó a los prefectos de deserción, pues habían abandonado sus campamentos. Su traición fue, sin embargo, descubierta, por lo que se unió abiertamente a los insurgentes. Ya al mando de las tres tribus, se enfrentó a los romanos a orillas del Rin. Durante la batalla, una cohorte de tungros desertó al bando bátavo, decidiendo la batalla. Mientras, la flota romana, que bajaba el río para cooperar con las legiones, fue desviada a la orilla por los remeros, muchos de los cuales eran bátavos, que se amotinaron contra los capitanes y centuriones. Los rebeldes capturaron en total veinticuatro naves.
Tras la victoria, Civilis envió mensajeros a las dos Germanias y a las provincias galas, induciendo a sus habitantes a rebelarse y crear un nuevo reino independiente. Hordeonio Flaco, gobernador de las Germanias, que había avivado secretamente los primeros esfuerzos de Civilis, ordenó ahora a su legado Mumio Luperco que marchara contra el enemigo. Cuando Civil le presentó batalla, el ala batavia del ejército de Luperco desertó inmediatamente. El resto de los auxiliares huyeron, y los legionarios se vieron forzados a retirarse hacia Vetera Castra, la gran ciudad-campamento que Augusto había fundado en la orilla izquierda del Rin como cuartel general de las operaciones contra Germania. Aproximadamente por estas fechas, algunas de las cohortes veteranas de bátavos y cananefates, que marchaban hacia Italia por orden de Vitelio, se amotinaron al llegar los mensajeros de Civil. En su retorno, derrotaron a las fuerzas de Herenio Galo que acampaban en la actual Bonn. Civil se encontraba ahora al mando de un ejército completo pero, reacio a enfrentarse directamente al poder romano, hizo que sus seguidores juraran fidelidad a Vespasiano, y mandó misivas a las dos legiones refugiadas en Vetera Castra para que hicieran lo propio.
Airado ante su rechazo, llamó a las armas a la nación completa de los bátavos, a quienes acompañaron los brúcteros y téncteros y envió mensajeros al interior de Germania para movilizar a sus gentes. Los legados romanos Mumio Luperco y Numicio Rufo, mientras tanto, reforzaron las fortificaciones de Vetera Castra. Civil marchó desde ambas orillas del Rin, bajando el mismo río con los barcos capturados a los romanos, y asedió la ciudad, tras un infructuoso intento de capturarla por las armas. Las operaciones de Herdonio Flaco se vieron retrasadas por su propia debilidad, su ansiedad por servir a Vespasiano y la desconfianza de sus hombres. Finalmente, fue obligado a ceder el mando a Dilio Vocula. Civil, entretanto, habiéndosele unido grandes fuerzas procedentes de Germania, procedió a acosar a las tribus galas al oeste del Mosa, llegando incluso hasta la costa, para socavar su fidelidad a Roma. Sus esfuerzos se dirigían principalmente hacia los tréveros y los ubios. Los ubios se mostraron especialmente tenaces, sufriendo el castigo de Civil en consecuencia. Posteriormente, intensificó el sitio de Vetera Castra, intentando tomarla de nuevo por las armas. Fracasó de nuevo, y se vio obligado a intentar persuadir a los soldados asediados.
Estos hechos tuvieron lugar a finales de 69, antes de la batalla de Cremona, que decidió la victoria de Vespasiano sobre Vitelio. Cuando las nuevas de esta batalla llegaron al ejército romano del Rin, Alpino Montano acudió a Civil para pedirle que depusiera las armas, ya que su objetivo se había cumplido. El único resultado de esta misión fue que Civil sembró las semillas de discordia en la mente del emisario. Civil envió entonces sus cohortes veteranas y la élite de los germanos a enfrentarse a Vocula, bajo el mando de Julio Máximo y Claudio Víctor, el hijo de su hermana. Tras capturar en su marcha los cuarteles de un ala auxiliar, cayeron sobre las fuerzas de Vocula en Asciburgo. El campamento romano se salvó gracias a una ayuda inesperada. Tácito culpa a Civil de no enviar una fuerza lo suficientemente grande, y a Vocula de renunciar a aprovecharse de la victoria. Civil intentó entonces rendir las tropas de Vetera Castra, fingiendo que había derrotado a Vocula, pero uno de los romanos cautivos tras el enfrentamiento gritó revelando la verdad. Tácito acredita este hecho afirmando que el reo fue apuñalado hasta la muerte por los germanos en ese mismo lugar. Poco después, Vocula marchó a aliviar el asedio de Vetera Castra, derrotando a Civil, pero renunciando de nuevo a aprovechar su victoria, probablemente debido a órdenes. Civil obligó posteriormente a los romanos a retirarse a Gelduba, tras cortar sus líneas de suministro, y desde allí a Novesium, mientras reanudaba el asedio a Vetera Castra y conquistaba Gelduba. Los romanos, paralizados por disensiones internas, sufrieron una nueva derrota por parte de Civil, pero algunos de ellos, al mando de Vocula, recuperaron Maguncia.

### Rebelión abierta

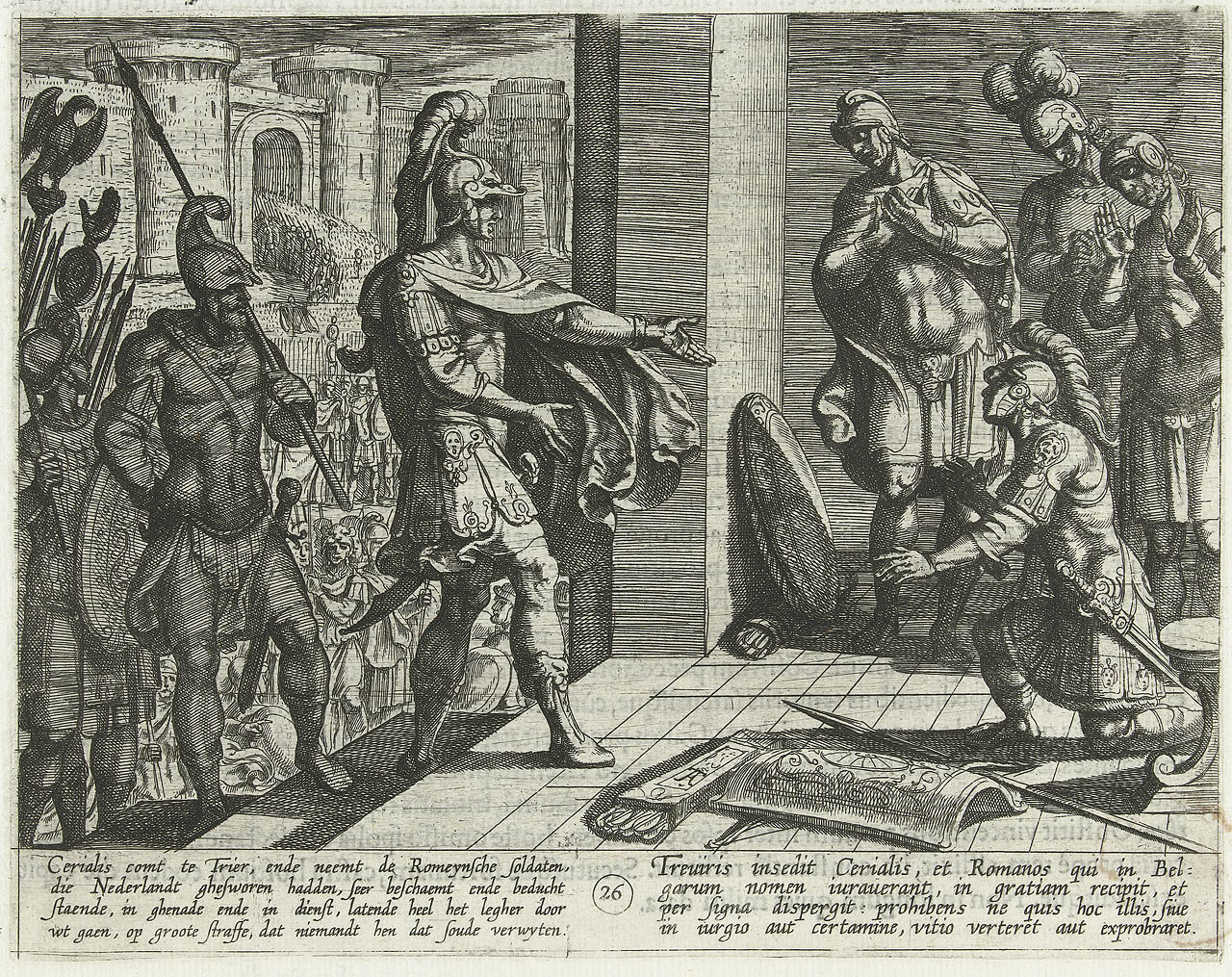
Cerial muestra clemencia con los soldados que desertaron al enemigo, 69-70. Grabado de Antonio Tempesta (1612). Ámsterdam, Rijksmuseum.

A comienzos del siguiente año (70) la guerra adoptó un carácter más dinámico. Las noticias de la muerte de Vitelio exasperaron a los soldados romanos, animaron a los rebeldes, y socavaron la fidelidad de los galos, mientras circulaba el rumor de que los cuarteles de invierno de las legiones de Mesia y Panonia habían sido asediados por los dacios y los sármatas, pero principalmente el incendio de la Colina Capitolina, que fue visto como un presagio de la prematura caída del Imperio romano. 
Civil, incapaz de mantener cualquier tipo de disimulo tras la muerte de Vitelio, retomó la guerra con energías no divididas, y a él se unieron las fuerzas de Vocula al completo, inducidas por dos comandantes auxiliares galos: Julio Clásico y Julio Tutor. Las legiones asediadas en Vetera Castra no pudieron resistir por más tiempo y se rindieron a Civil, pronunciando un juramento a favor del «imperio de los galos». Pero, mientras se alejaban, fueron emboscadas y asesinadas por los germanos, probablemente sin la connivencia de Civil. 
El líder germano, cumplido su juramento de enemistad a Roma, afeitó entonces su barba, que había dejado crecer sin traba desde que comenzó el conflicto. Ninguno de los bátavos adoptó el juramento hacia el imperio de los galos, pues pensaban que, una vez derrotados los romanos, serían capaces de acabar con sus aliados celtas. Civil y Clásico destruyeron posteriormente todos los campamentos de invierno romanos, excepto los de Maguncia y Vindonisa. Los germanos exigieron la destrucción de Colonia Agrippina, pero la gratitud de Civil —cuyo hijo se había mantenido seguro en su interior desde el comienzo de la guerra— hizo que se desoyeran sus demandas. 
Varios estados vecinos declararon su lealtad a Civil, quien se enfrentó a su viejo enemigo Claudio Labeón, al mando de una fuerza irregular compuesta por betasii, tungros y nervios. El propio Civil decidió la victoria en un acto de coraje, ganándose en el acto la alianza de los tungros y el resto de tribus. Su intento, sin embargo, de unir toda la Galia a la revuelta, falló: los treviros y los lingones fueron los únicos pueblos que se unieron a la rebelión.

### Derrota y rendición

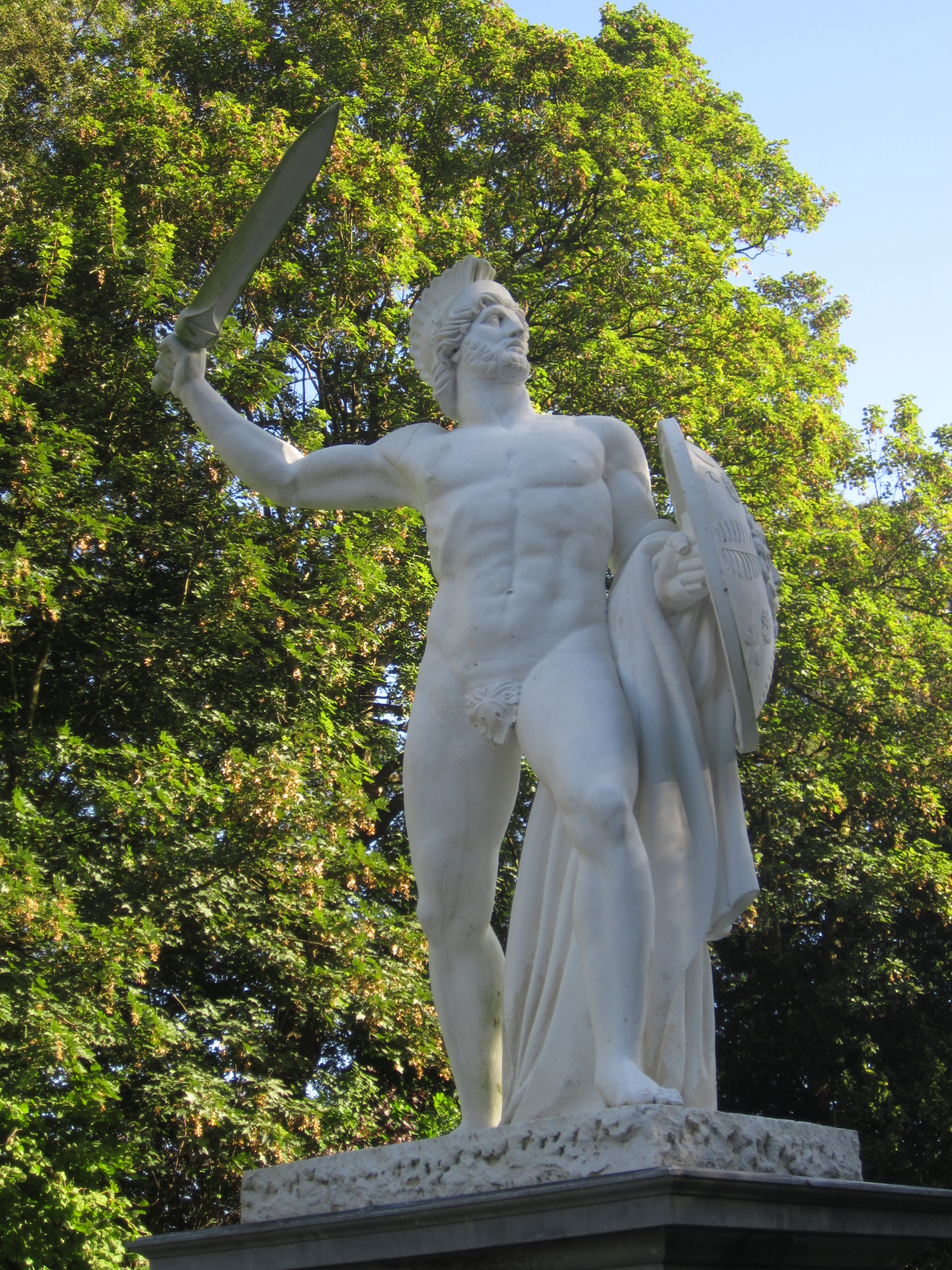
Claudius Civilis, obra de Jean-Louis Van Geel ubicada en el parque Tervuren en la provincia de Brabante Flamenco. La estatua fue creada en 1820-1821 y restaurada en 2013.

Los informes de estos eventos fueron transmitidos a Roma, y con el tiempo, Muciano envió un inmenso ejército al Rin, al mando de Quinto Petilio Cerial y Anio Galo. Los insurgentes se encontraban divididos internamente, y Civil se enfrentaba a los belgas intentando destruir a Claudio Labeo. Clásico disfrutaba en silencio su nuevo imperio, mientras Tutor desatendía la vital labor que se le había asignado, de guardar el Rin superior y los pasos de los Alpes. Cerial tuvo por tanto pocos problemas para derrotar a los treviros y recuperar su capital. Mientras descansaba allí recibió una carta de Civil y de Clásico, informándole de que Vespasiano había muerto, y ofreciéndole el imperio de los galos. Civil deseaba esperar a recibir refuerzos de más allá del Rin, pero prevaleció la opinión de Clásico y Tutor, y se libró una batalla sobre el Mosela. En ella los romanos, aunque al principio rondaron la derrota, consiguieron una victoria completa, destruyendo el campamento enemigo en el proceso. Colonia defeccionó entonces a los romanos, pero Civil y Clásico resistieron valientemente hasta el final. Los cananefates destruyeron la mayor parte de la flota fluvial romana, y derrotaron un cuerpo de los nervios, quienes, tras someterse a Fabio Prisco —el legado romano— decidieron atacar a sus antiguos aliados. Tras reforzar su ejército con tropas germánicas, Civil acampó en Vetera Castra, hacia donde se dirigió Cerial al mando de nuevas fuerzas. Ambos líderes deseaban una batalla decisiva. La batalla se libró pronto, y Cerial consiguió la victoria gracias a la traición de un bátavo, pero como los romanos no disponían de flota, los germanos escaparon a través del Rin. Allí Civil recibió refuerzos de los chaucios y, tras un último esfuerzo junto a Verax, Clásico y Tutor, de defender la isla de los bátavos, fue de nuevo derrotado y obligado a retirarse a través del Rin. 
Cerial entonces envió emisarios para exigir privadamente la paz a los bátavos, ofreciendo el perdón a Civil, quien no tuvo otra alternativa que rendirse tras parlamentar con el romano en un puente sobre el Waal. Desgraciadamente, el relato de Tácito acaba abrúptamente tras el comienzo de la entrevista.